# 473 a.C.
Il 473 a.C. (CDLXXIII a.C. in numeri romani) è un anno  del V secolo a.C.

## Eventi
Gli Japigi, Peucezi e Messapi sconfiggono duramente i Tarantini ed i Reggini.
- Roma: 
  - consoli Lucio Emilio Mamercino, al terzo consolato, e Vopisco Giulio Iullo.